# Björn Molin
Björn Molin (født 8. april 1932 i Göteborg, død 16. august 2024) var en svensk politiker, cand.polit., der fra 1971 til 1986 var medlem af Rigsdagen for Folkpartiet (liberalt parti i Sverige), og handelsminister 1981-1982.
Han var ophavsmand til den model vi i Danmark kalder "Molin-modellen" som bruges til at forudsige partiadfærd. I sin disputats fra 1962 Tjenestepensionsfrågan – en studie i svensk partipolitik beskrev han, hvordan partierne, i forbindelse med pensionsspørgsmål, vælger standpunkt ved hjælp af en sammenvejning af henholdsvis interessefaktoren, opinionsfaktoren og den parlamentariske faktor. Der findes desuden en uddybning i bogen Vælgere, partier og massemedier fra 1982. I 2002 udgav han selvbiografien Björn Molin- Ingen vej tilbage.